# 數位音訊

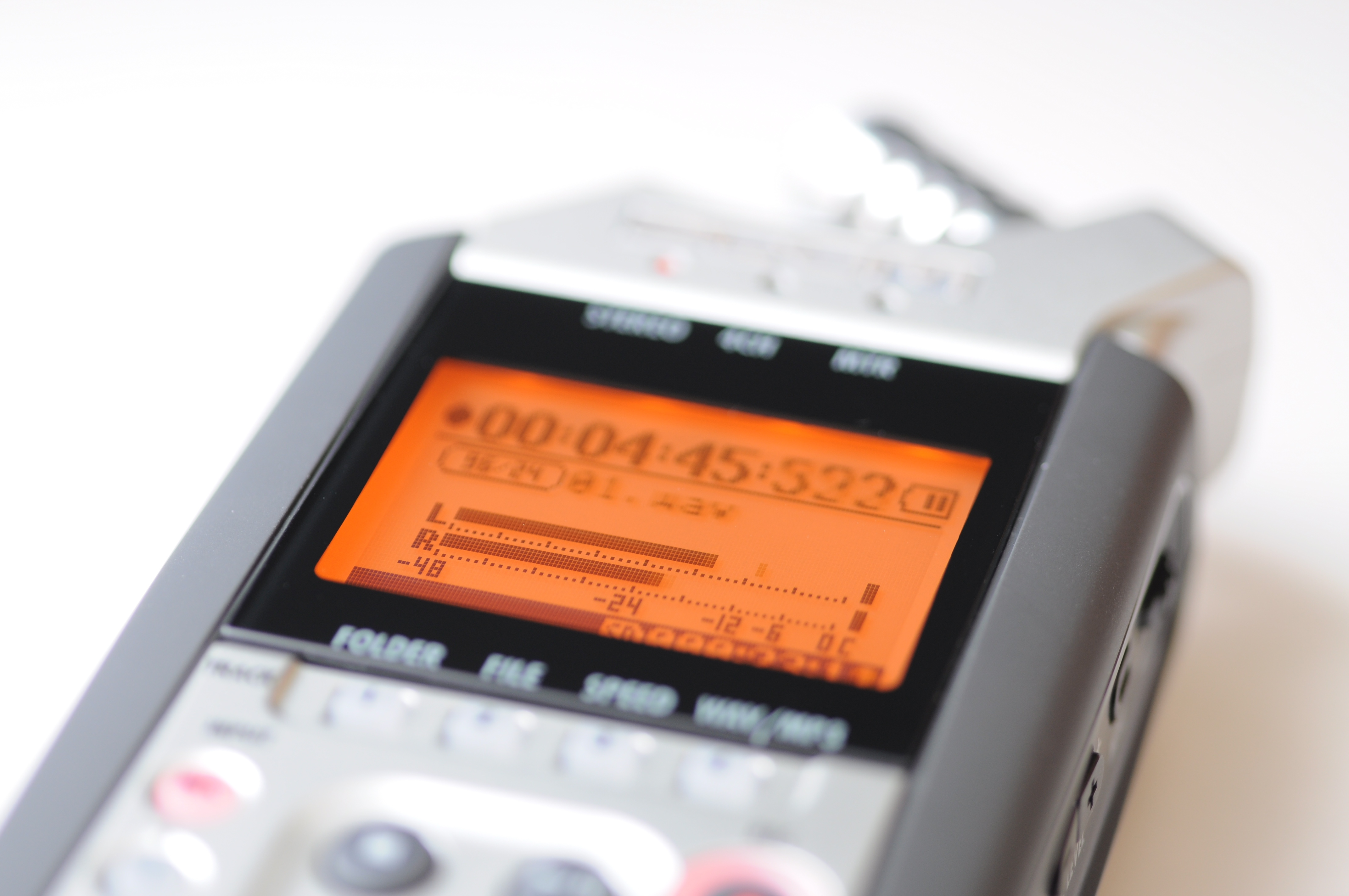
數位音訊的圖像

數位音訊（英語：Digital audio）是指使用脈衝編碼調變、數位訊號來錄音。其中包含了數位類比轉換器、類比數位轉換器、貯存以及傳輸。實際上，是因為相對於靜電模擬的離散時間及離散程度的模擬方式才可稱數位。這個現代化的系統以微妙且有效的的方式，來達到低失真的儲存、補償及傳輸。

## 數位音訊概觀
數位音訊的出現是基於能夠有效地錄音、製作、量產。現在音樂廣泛地在網路及網路商店流傳都仰賴數位音訊及其編碼方式，音訊以檔案的方式流傳而非實體，這樣一來大幅節省了生產与传播的成本。
在模擬信號的系統中，聲音由空氣中傳遞的聲波透過轉換器（例如麥克風）轉存成電流訊號的電波。而重現聲音則是相反的過程，透過放大器將電子訊號轉成物理聲波，再藉由擴音器撥放。經過轉存、編碼、複製以及放大或許會喪失聲音的真實度，但仍然能夠保持與其基音、聲音特色相似的波形。模擬信號容易受到噪音及變形的影響，相關器材電路所產生的電流更是無可避免。在訊號較為純淨的錄音裡，整個過程裡仍然存有許多噪音及失真。當音訊數位化後，失真及噪音只在數位及類比間轉換時產生。
數位音訊從類比訊號中採樣並轉換，轉換成二進位（1/0）的訊號，並以二進位式的電子、磁力或光學訊號儲存，而非連續性的時間、連續的電子或機電訊號。這些訊號之後會更進一步被編碼以便修正儲存或傳輸時產生的錯誤，然而在數位化的過程中，這個為了校正錯誤的編碼步驟並非嚴謹的一部分。在廣播或者所錄製的數位系統中，以這個頻道編碼的處理方式來避免數碼訊號的流失是必要的一環。在訊號出現錯誤時，離散的二進位信號中允許編碼器撥出重建後的模擬訊號。頻道編碼的其中一例就是CD所使用的八比十四調變。

### 轉換過程
數位音訊透過ADC將類比訊號轉換成數位訊號
ADC對於音訊頻率進行採樣並轉換成特定的位元解析度。例如，CD audio的採樣率為44.1 kHz（即每秒採樣44,100次），每個聲道都以16位元解析。以雙聲道而言，它就具有“左”和“右”兩個聲道。如果類比訊號的頻寬未受限，那就必須在轉換前使用降噪濾波器以避免聲音產生失真。（在前述情形下，失真會出現在奈奎斯特頻率未受帶限時，會可被聽見的較低頻率取代。）
這樣子的數位音訊是可被儲存和傳輸的。數位音訊的檔案能夠被儲存在一片CD、數位音訊播放器、硬碟、隨身碟、CompactFlash或其他任何的儲存裝置裡。數位訊號可以被數位訊號處理的音訊濾波器或是音效所改變。
MP3、AAC、Vorbis、FLAC等音訊壓縮技術經常被使用來替音訊檔案減少容量，而且可以透過串流媒體傳輸到各種裝置上。
最後，數位音訊檔案還能透DAC轉換回類比訊號。如同ADC的技術一樣，DAC會在特定的採樣頻率及採樣位元底下運作，但是經過了oversampling，upsampling，downsampling的過程難保音訊的採樣頻率能夠和原始的採樣頻率相同。

## 數位音訊於商業上的歷史流變
1930年代，早在被商業傳播及錄音之前，脈衝編碼調變在貝爾實驗室就被研發出來並被應用於遠程通訊，1960年間，日本的NHK、Nippon Columbia（a.k.a Denon）等公司率先應用於商業上。第一個數位錄音產品於1971年首度公開。
BBC也於1960年間尝试使用數位化系統。1970年代前期他們發展出一套2聲道的录音系統，並在廣播中心與操作間部署數位音訊的傳輸系統。
1976年在美國，Thomas Stockham利用Soundstream的錄音器材在Santafe Opera錄製了首支16-bit的PCM錄音。1978年，Telarc更利用一套較為進步的Sounsstream系統錄製了許多經典的錄音。同時，3M公司和BBC合作研發一套多聲道錄音裝置。第一張全數位錄音的專輯是Ry Cooder在1979年發行的"Bop 'Til You Drop"。1978年時有一個緊急的計畫，英國唱片公司迪卡唱片公司研發了自己的雙軌數位錄音裝置，迪卡於1979年在歐洲發行了第一支錄音。
在Sony的Digital Audio Stationary Head及Mitsubishi的ProDigi技術幫助之下，數位式錄音在80年代迅速的成為主流。1982年，Sony和Philips引進了CD，使得數位音频獲得消費者的青睞。

## 註解
1. ↑  有些數位音訊透過數位合成器製作，ADC轉換就不在這種情況下派上用場。